# Friedrich Schlimbach (organist)
Georg Christian Friedrich Schlimbach,  född 1759 i Ohrdruf i hertigdömet Gotha, död 1813, var en tysk musiker.
Schlimbach var kantor och organist i Prenzlau i Mark Brandenburg. Han gjorde sig främst känd genom sin bok Ueber die Struktur, Erhaltung, Stimmung und Prüfung der Orgel et cetera, varav tredje upplagan genomsedd av Carl Ferdinand Becker, utkom hos Breitkopf & Härtel i Leipzig 1843. Schlimbach är även författare till åtskilliga artiklar i Reichardts Berliner Musikzeitung.